# Ансамбль Дмитрия Покровского
Ансамбль Дмитрия Покровского — экспериментальный музыкальный коллектив, созданный в 1973 году музыкантом, педагогом и учёным-исследователем Дмитрием Викторовичем Покровским (1944—1996) при Фольклорной комиссии Союза композиторов РСФСР. Ансамбль объединил богатые традиции народной национальной музыкальной культуры с современными выразительными средствами и способами подачи материала. Неповторимость Ансамбля Дмитрия Покровского как в безукоризненном владении стилями и понимании сути фольклора, так и в умении донести его до слушателя и зрителя, сделать событием культуры, в том числе и на межнациональном уровне.

…если кому-то из другой страны, кто здесь никогда не был, нужно объяснить, что такое Россия — не про выборы и колбасу, демократов и коммунистов, а по существу, — можно просто дать послушать диск ансамбля Покровского, и говорить больше ничего не нужно.— Антон Батагов

## История коллектива

### 1973—1996 годы

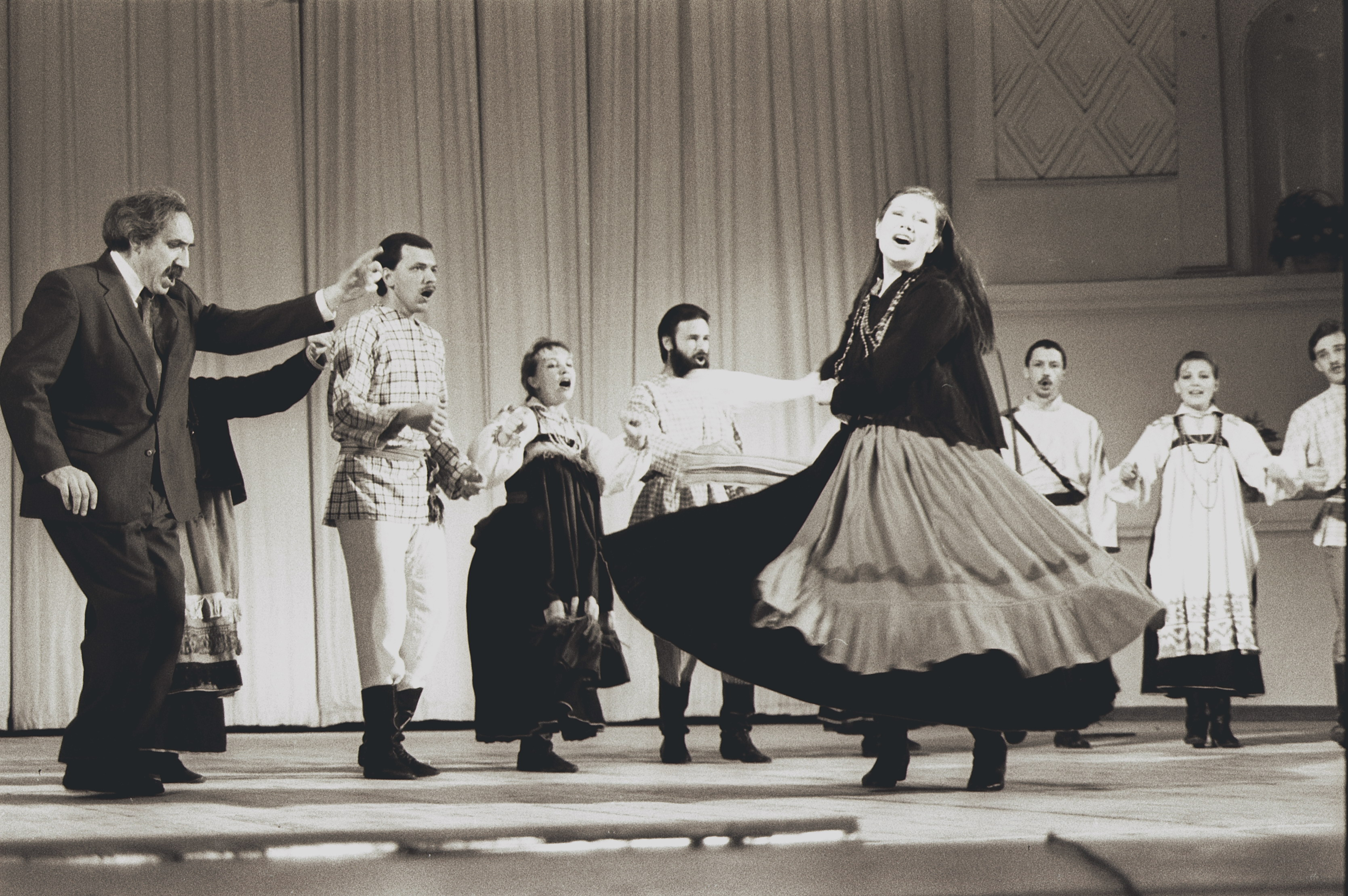
Ансамбль в начале 1990-х годов

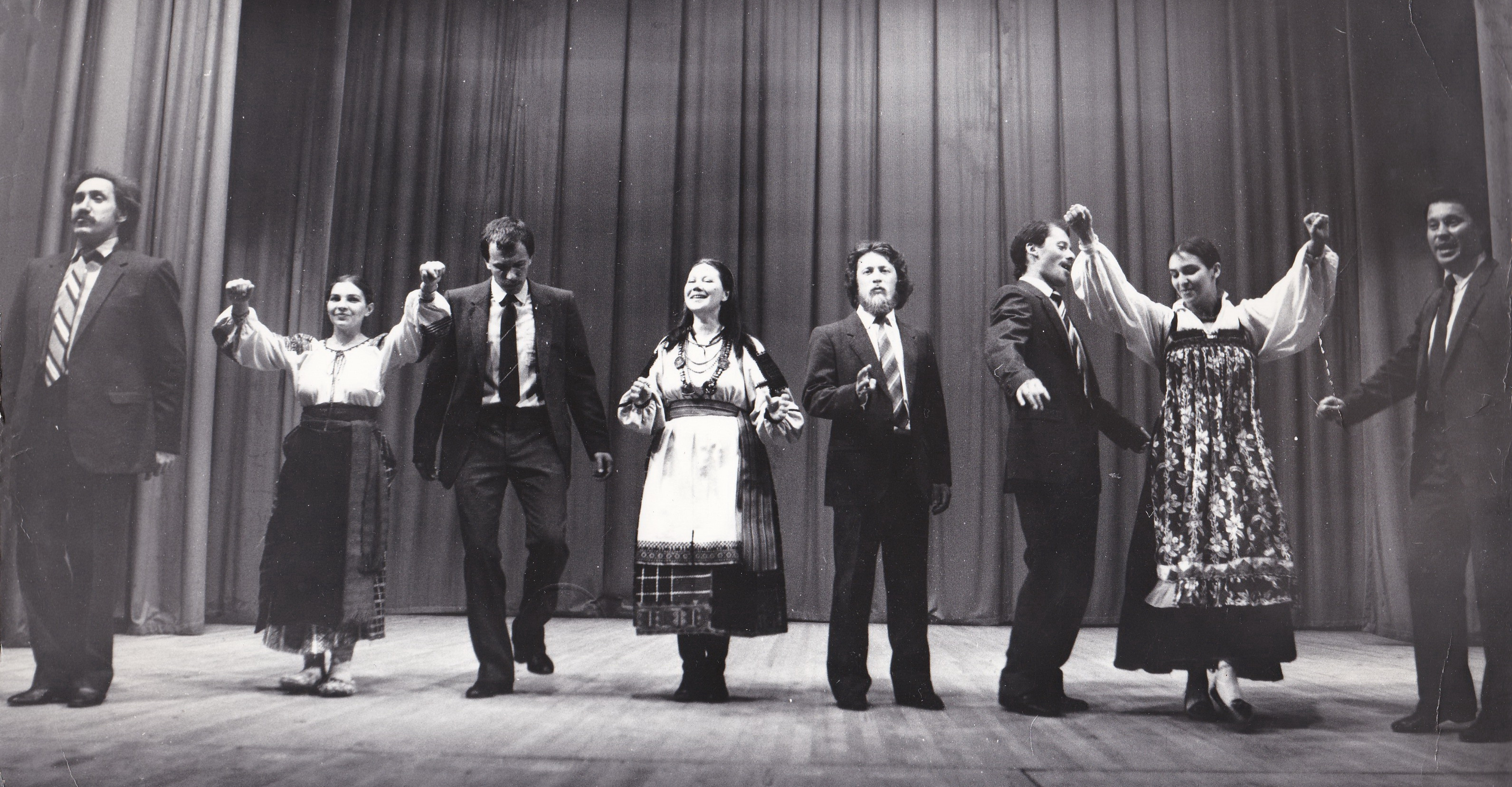
На концерте ансамбля (конец 1980-х))

Коллектив был создан из профессиональных музыкантов, участниками первого состава были: Д. Покровский, Т. Смыслова, А. Данилов, В. Петров, В. Попов, В. Потравнов. Уже после первых выступлений молодого ансамбля идеологи официальной культуры СССР объявили, что «экспериментальный народный хор при фольклорной комиссии Союза композиторов в своих экспериментах „фольклорнее“ самих народных певцов, а его руководитель — самозванец и кустарь-одиночка без мотора (читай — без научной степени)». Талант общения Д. Покровского и его коллектива со зрителем недоброжелатели предпочитали считать дешёвой популярностью. Однако музыканты продолжали поиски своего стиля, звучания, природной энергетики народной культуры. Так, в 1980 году ансамбль начал исследование и возрождение традиционной вертепной драмы — народного представления, рождественского увеселения, чаще всего состоящего из двух частей: собственно рождественской мистерии и музыкальной комедии с региональным колоритом.

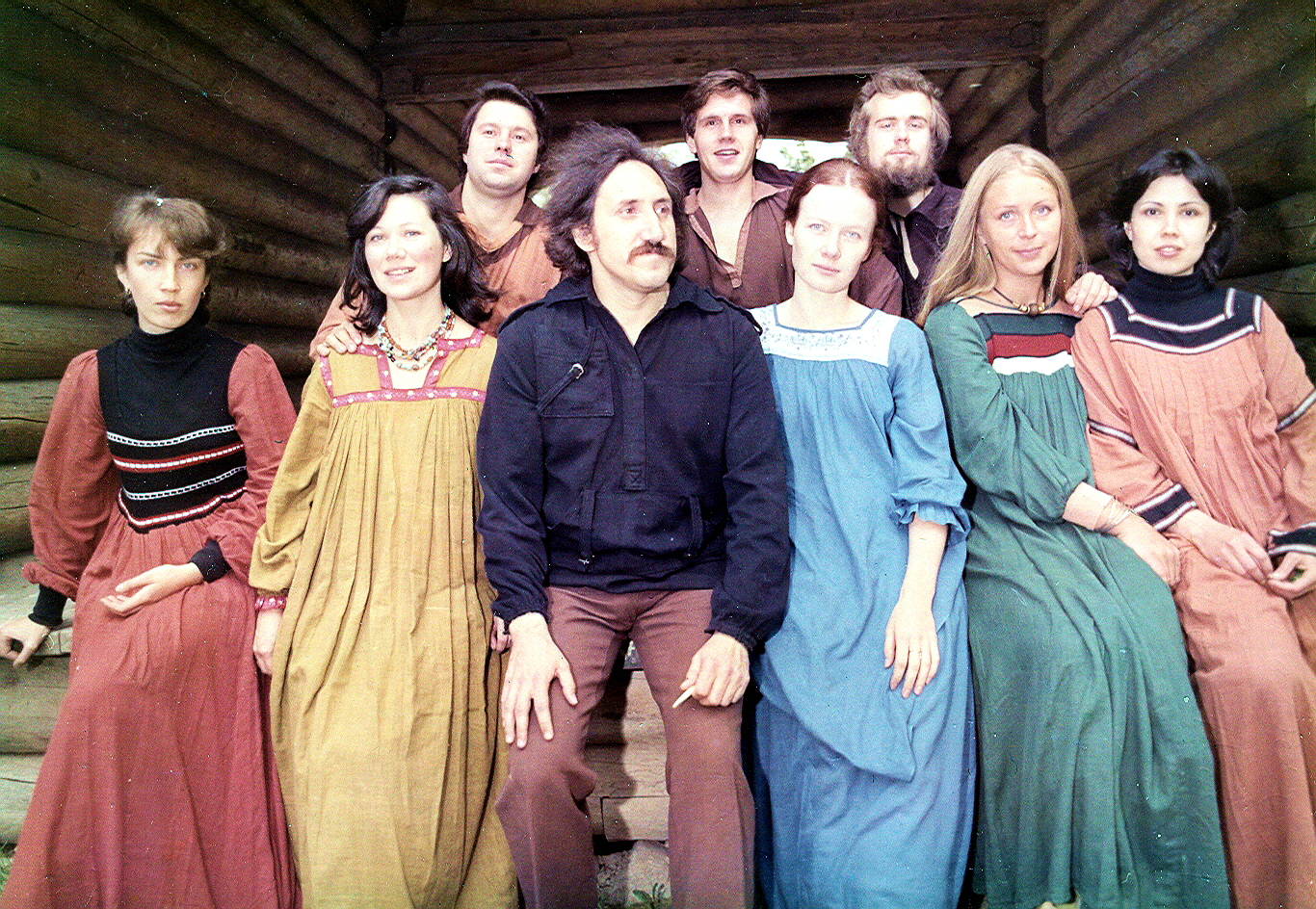
Ансамбль в 1970-е годы

С самых первых выступлений Ансамбль Покровского буквально переворачивал сложившееся на то время привычное представление о народной музыке, фольклоре. Творчество коллектива поражало внутренней свободой, яркой импровизацией, оно было чуждо господствующей советской идеологии. В числе поклонников ансамбля сразу оказалась значительная часть свободомыслящих интеллектуалов. Под влиянием творчества ансамбля родилось и получило широкое распространение молодёжное фольклорное движение. Дмитрий Покровский и его ансамбль вдохновили многих молодых музыкантов на создание собственных коллективов, как профессиональных, так и любительских. Среди них ансамбли «Сирин», «Таусень» (Смоленск), «Народная опера» (Б. Базуров), «Берегиня», «Казачий круг», «Народный праздник» и другие. Возникло большое количество фольклорных студий, в том числе при фабрике «Дукат», при МГУ, университетах в Миддлбери и Норвиче (США), в разных городах бывшего Советского Союза. По модели Ансамбля Покровского было создано и существует немало коллективов в России и за рубежом, в том числе в Японии, Швеции, Болгарии, США. В поисках путей освоения непривычных аутентичных вокальных технологий точкой отсчёта стал именно Ансамбль Покровского с его репетиционной и сценической практикой.

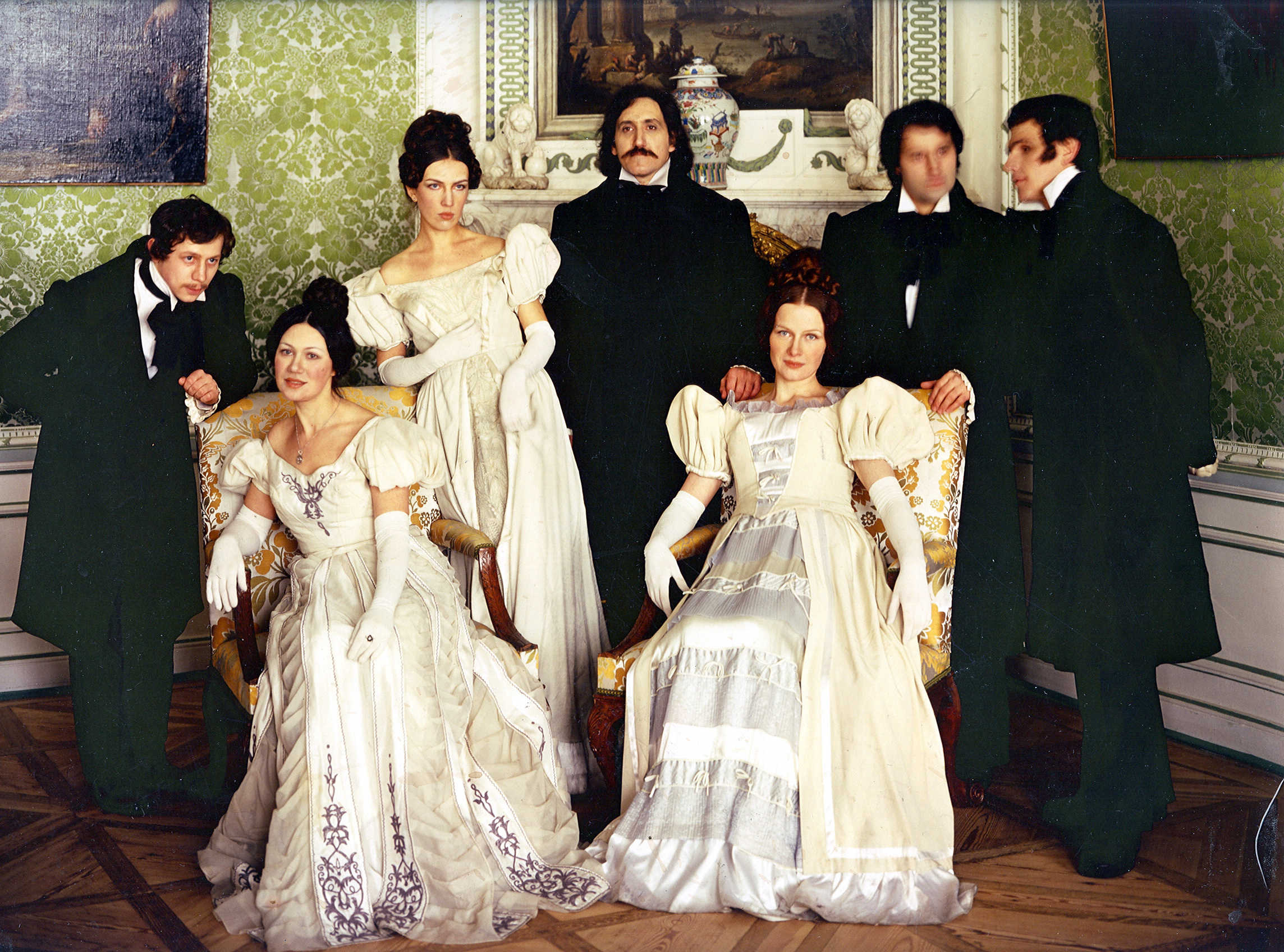
Д. Покровский и его ансамбль на съёмках фильма И. Поволоцкой «Аленький цветочек»

Первое заметное обращение Дмитрия Покровского и его ансамбля к театру произошло в 1980 году во время работы над пьесой «Правда хорошо, а счастье-лучше» по А. Островскому в театре им. Моссовета. Режиссёром спектакля был Сергей Юрский. Покровский занимался с артистами и подбирал музыку, а ансамбль озвучивал музыкальные эпизоды спектакля. Творчество талантливых исполнителей привлекло внимание режиссёра Театра на Таганке Юрия Любимова. Этот театр имел тогда репутацию наиболее авангардного театра страны, а спектакли Ю. Любимова пользовались огромным успехом у интеллигенции и советских «диссидентов». Он пригласил ансамбль к участию в создании музыкальной составляющей спектакля «Борис Годунов». Однако после первых представлений постановка в 1983 году была запрещена (возобновлена в 1988 году). С растущим авторитетом и популярностью коллектива его привлекали к работе театральные режиссёры: С. Юрский, В. Фокин, К. Гинкас, М. Левитин, И. Райхельгауз, Л. Додин, а также кинематографисты: Н. Михалков, Э. Климов, М. Швейцер и многие другие.

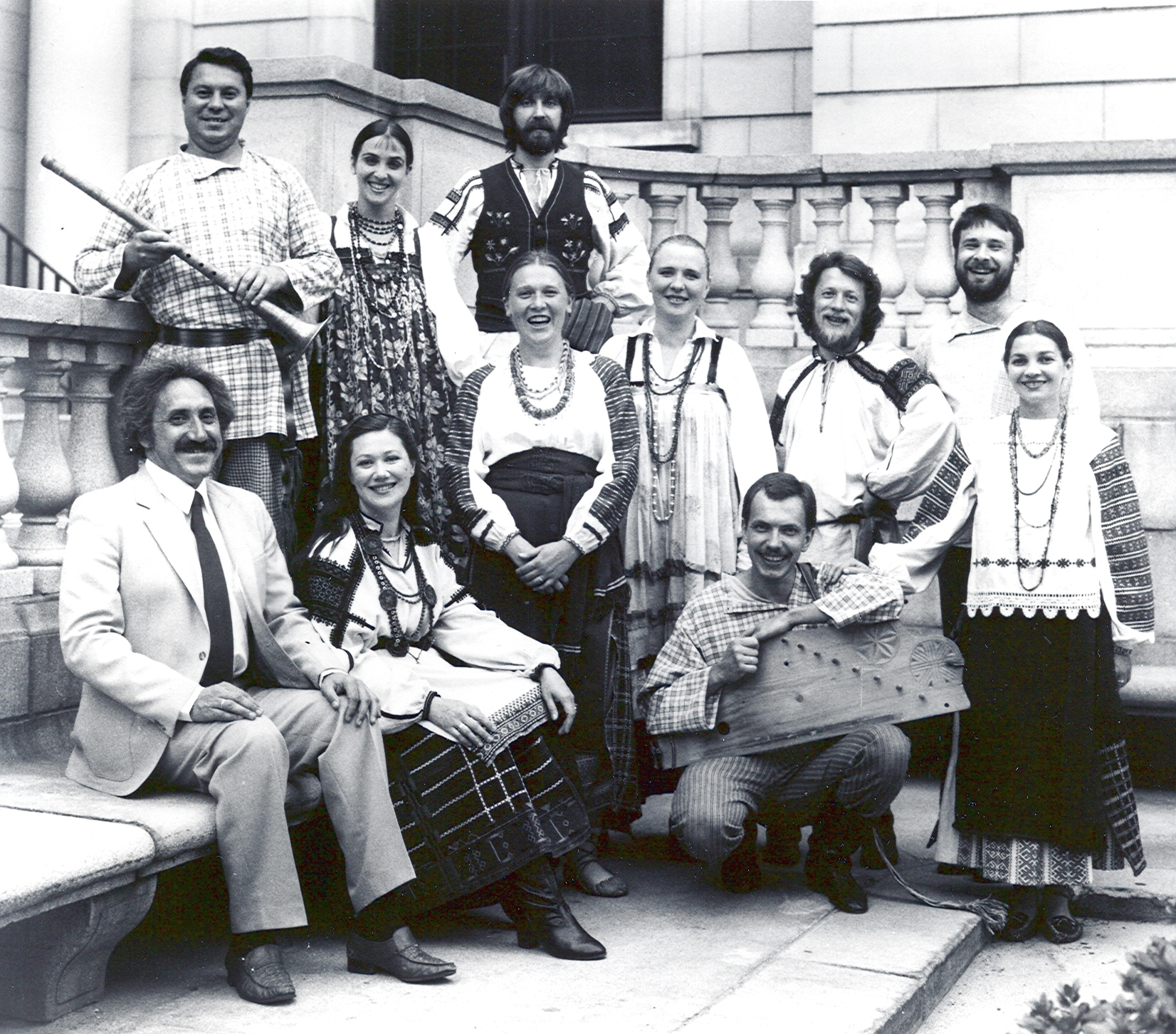
Д. Покровский и его ансамбль в 1988 году (Бостон, США)

По замыслу своего руководителя, ансамбль являлся не только исполнительским коллективом, но и лабораторией по изучению русского фольклора. Дмитрий Покровский и его артисты осуществили множество экспедиций в разные регионы страны, собрав огромный аудио-видео архив. Многие культурные явления, зафиксированные на плёнках, уже полностью исчезли. В настоящее время этот архив является собственностью ансамбля, с ним ведется постоянная работа.
В 1986 году Пол Уинтер — известный саксофонист, руководитель ансамбля «Paul Winter Consort», в будущем — многократный лауреат престижной музыкальной премии «Grammy», создатель направления «экологический джаз», приехал в СССР для записи на озере Байкал звуков живой природы, которые он использовал при создании своих музыкальных композиций. Уже в том же году он дал в Московском государственном университете первый совместный концерт с ансамблем Дмитрия Покровского. Непосредственно познакомил Покровского и Уинтера музыковед, знаток джаза Леонид Переверзев. О некоторых обстоятельствах знакомства Дмитрия Покровского и Пола Уинтера рассказал музыкальный продюсер Александр Чепарухин, который способствовал появлению идеи соединить американский экологический джаз с аутентичным русским фольклором. Годом позже был реализован общий проект — грампластинка, названная «Earthbeat» (рус. «Пульс Земли»).
Запись хорового пения российского ансамбля была произведена в Москве в сопровождении саксофона Пола Уинтера. Наложение музыкального ряда коллектива «Paul Winter Consort» осуществлено позже в США лейблом Living Music Records. В СССР диск был перезаписан и выпущен в 1989 году под названием «Ансамбль Пола Уинтера (США) и фольклорный ансамбль Дмитрия Покровского». Этот альбом, по утверждению Пола Уинтера, стал первой пластинкой самобытной музыки, созданной американцами и русскими, где «новые музыкальные сочетания объединили западные созвучия, афро-бразильские ритмы с древними (русскими) хороводными песнями и напевами».

Смешение Полом тысячелетней традиции русского народного хорового пения и индивидуального стиля своего коллектива является мощным заявлением о его вере в единство песен нашей Земли.
— Дейв Брубек
Позже запись, произведённая американским лейблом, была номинирована на премию «Грэмми». Кроме того, часть материала была использована при работе над следующим совместным альбомом коллективов Пола Уинтера и Дмитрия Покровского «Wolf Eyes» (рус. «Волчьи глаза», в СССР не издавалась), записанного на той же студии.
Ярким событием стало выступление Ансамбля в популярной телевизионной программе «Музыкальный ринг» в 1987 году. Многие зрители, в первую очередь молодые, радикально поменяли своё представление о русском фольклоре именно после этой передачи.
Многократно возросшая популярность ансамбля сопровождалась официальным признанием (в 1988 году Дмитрию Покровскому присуждена Государственная премия СССР) и мировой известностью. Гастроли проходили в Австралии, Японии, Канаде, Великобритании, Швейцарии, Австрии, Бельгии, Венгрии, Финляндии, Болгарии; в Германии коллектив участвовал в мероприятиях, связанных с очередной выставкой «documenta». В США артисты дали более 500 концертов, в том числе участвовали в благотворительных акциях в Белом доме и Национальной Библиотеке Конгресса в Вашингтоне, концерте в Гранд-Каньоне в рамках международного экологического движения, в проекте Питера Габриеля WOMAD и так далее.
В 1990 году Ансамбль Покровского по приглашению Питера Гэбриэла записал альбом «Wild Field» (рус. «Дикое поле», Realworld). Некоторые фрагменты совместных импровизаций были включены английским музыкантом в его следующий альбом «Us».
В 1994 году в Бруклинской Академии музыки Нью-Йорка в исполнении коллектива состоялась премьера «Свадебки» (авторский подзаголовок — «русские хореографические сцены для солистов, хора, четырёх фортепиано и ударных») И. Ф. Стравинского — итогового произведения русского периода композитора. Авторское прочтение этого сочинения было сопоставимо с научным открытием фольклорных корней авангардной музыки начала века, идущих из бытовых и праздничных церемоний народа, в том числе свадебных обрядов. Этой теме была посвящена диссертация Дмитрия Покровского, которую он не закончил. 29 июня 1996 года в возрасте 52 лет Дмитрий Викторович Покровский скончался.

### С 1997

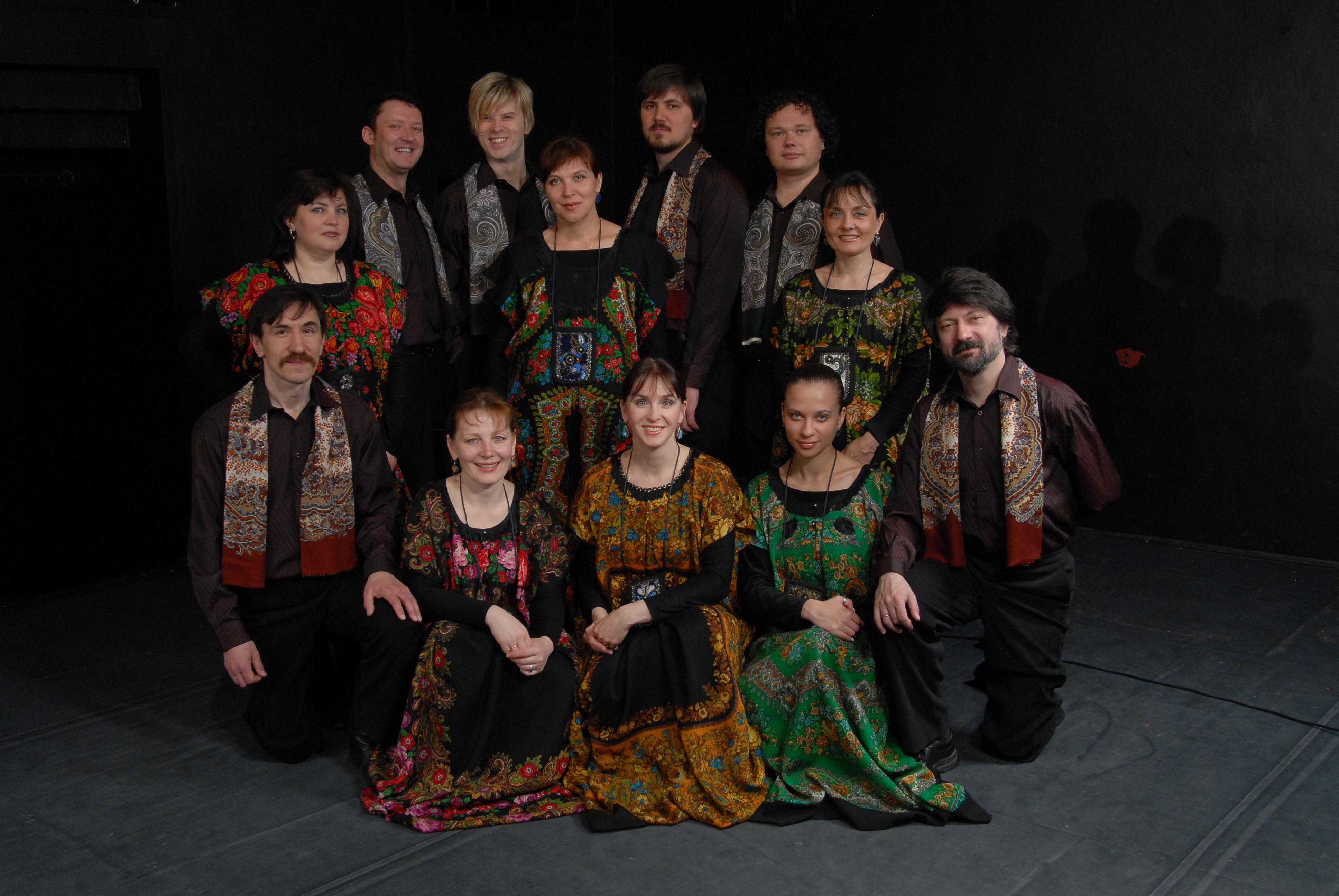
Ансамбль Покровского

Смерть основателя и бессменного руководителя коллектива потрясла как коллектив, так и поклонников ансамбля. Но, после определённого периода растерянности, ансамбль успешно продолжил своё творчество, демонстрируя этим уважение и светлую память об ушедшем вдохновителе и наставнике.
В 1997 году вместе с некоторыми исполнителями ансамбль покинула солистка Тамара Смыслова, проработавшая там начиная с первого состава (сейчас — в театре «Русская песня»). Руководство Ансамблем Дмитрия Покровского взяли на себя Мария Нефёдова (музыкальный руководитель) и режиссёр Ольга Юкечева. В творческом запасе коллектива уже тогда насчитывалось свыше 2000 песен и более 160 костюмов и музыкальных инструментов. Программы содержали как традиционные народные песни центра России, донских и кубанских казаков, так и духовные песнопения Русской Православной Церкви и других русских этноконфессиональных групп. В 1998 году по инициативе Юрия Петровича Любимова Ансамбль Дмитрия Покровского получил статус творческой мастерской режиссёра при Театре на Таганке.

Без преувеличения: Ансамбль Дмитрия Покровского — серьёзнейший вклад России в музыкальную культуру второй половины XX века. А собирание этого богатства было той же добычей радия…
— Юрий Любимов
То, что ансамбль не прекратил своего существования с уходом из жизни его основателя, а продолжил работу, вызвало неоднозначную реакцию у фольклористов и коллег по сцене, а также пристальный неослабевающий интерес к его деятельности. Некоторыми критиками отмечались недостатки в работе коллектива: случаи падения общей энергетики, элементы излишнего подчеркивания диалектных особенностей, создающие эффект их утрирования, отсутствие новых идей и ряд других негативных факторов (статья Е. Дороховой из сборника монографий Государственного института искусствоведения). В то же время анализ прессы свидетельствует о росте профессионализма коллектива и о его верности направлению, заданному Д. В. Покровским
Ансамбль Дмитрия Покровского по-прежнему востребован в России и за рубежом. Он представляет русскую традиционную и классическую музыку на лучших мировых музыкальных площадках, сотрудничает с выдающимися исполнителями, дирижёрами и коллективами (Бирмингемский симфонический оркестр, оркестр «Avanti!», Майкл Тилсон Томас, П. Донохоу, Т. Курентзис, Томас Адес, Феликс Коробов, сёстры Лабек, Московский Синодальный хор (А. Пузаков), Пол Уинтер Консорт, ансамбль «4.33», ансамбль «Opus Posth» п/у Татьяны Гринденко, Даниель Кафка (fr:Daniel Kawka) Людовик Морло (en:Ludovic Morlot) и другие), для него специально пишут музыку композиторы (А. Батагов, В. Мартынов, А. Раскатов, В. Николаев, И. Юсупова, М. Шмотова и др.)

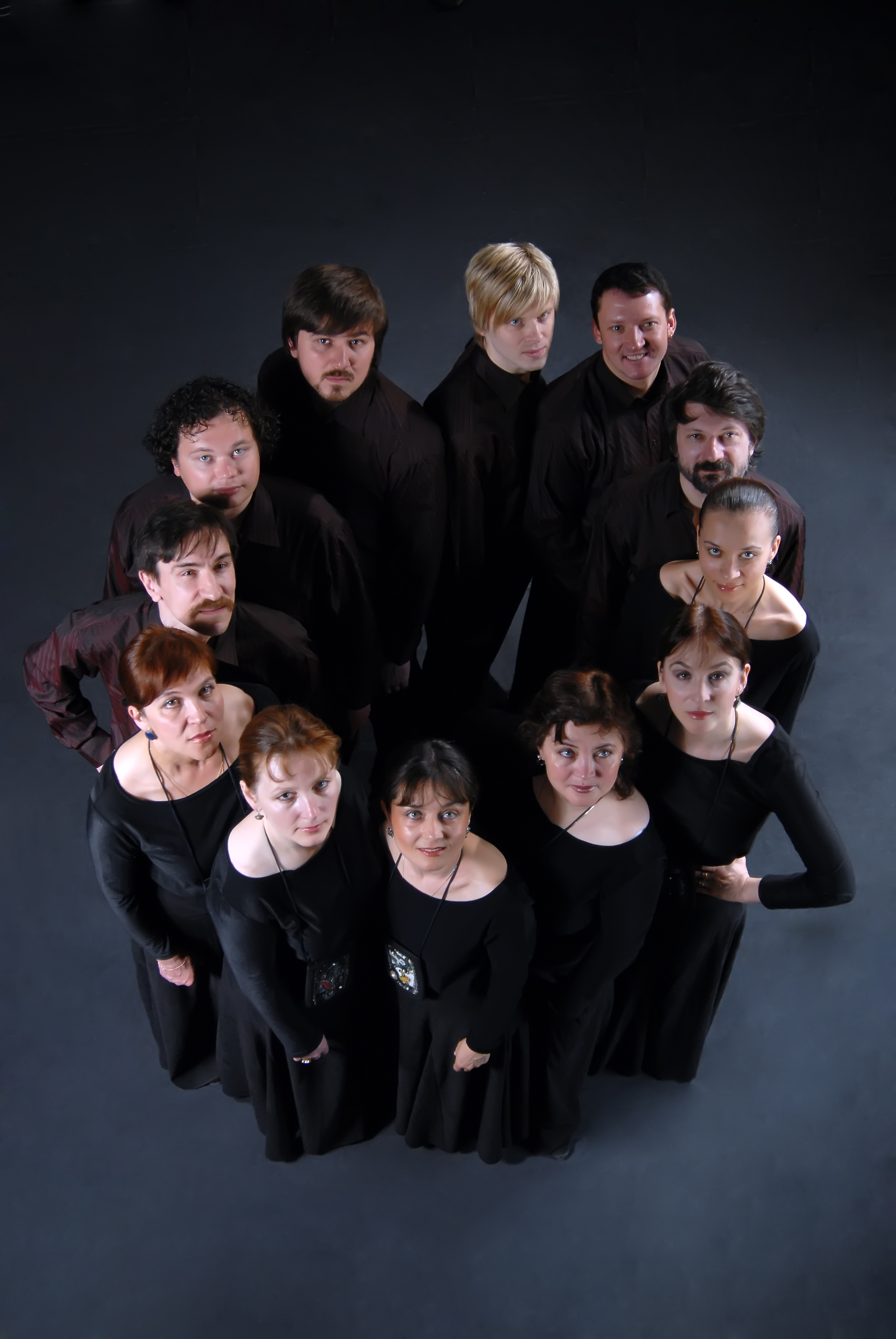
Ансамбль в 2009 году. Программа духовной музыки

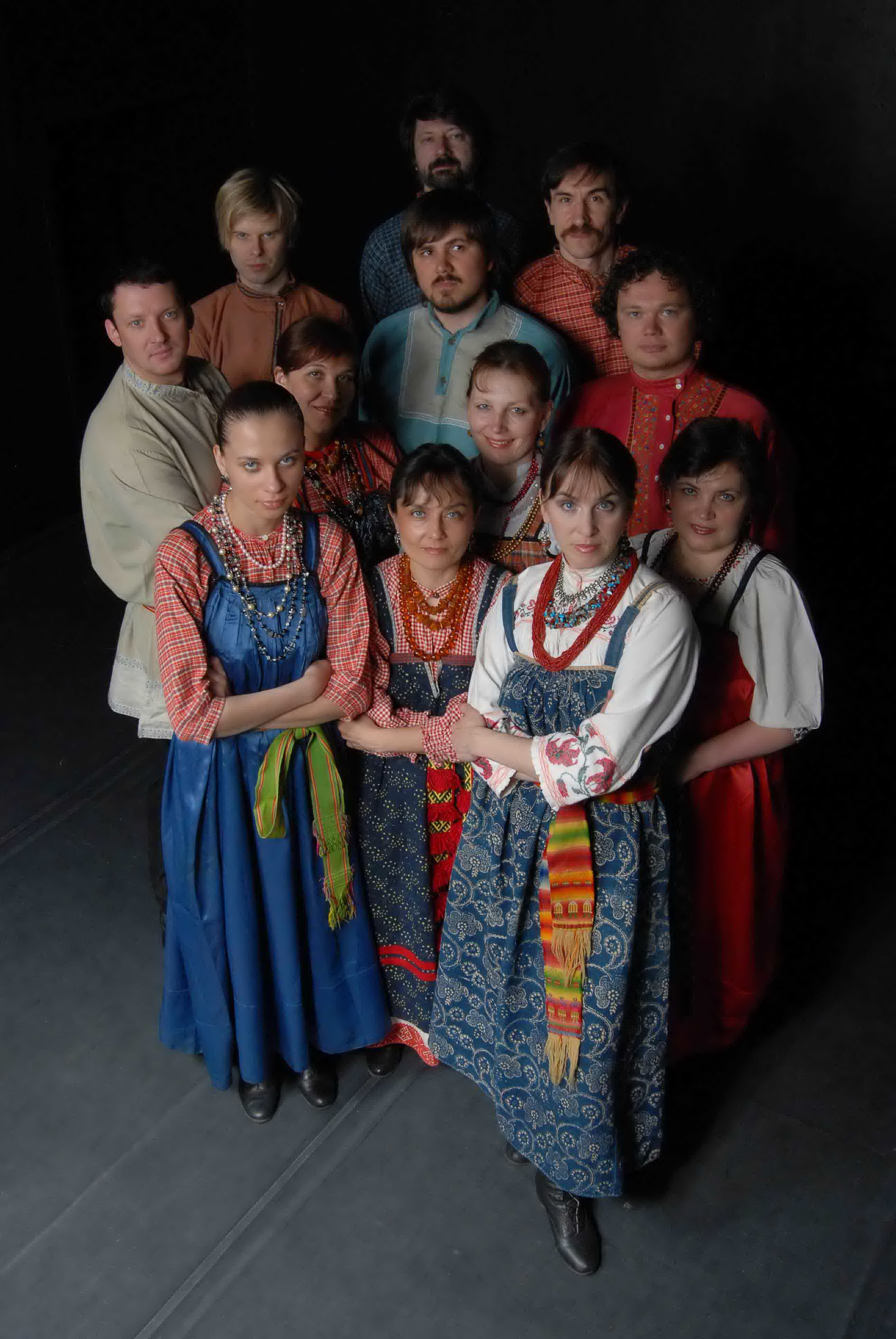
Ансамбль Покровского

Новое творческое руководство ансамбля сумело не только сохранить то наследие, который оставил Дмитрий Покровский, но и развить его, проложить новые творческие пути, осуществить собственные идеи.
Был продолжен и обновлён новым составом исполнителей успешный проект «Пульс Земли». В 2003 и в 2008 году этот проект, объехавший к тому времени весь мир, впервые увидели зрители Москвы и других городов России. В содружестве с дирижёром и композитором Томасом Адесом был возобновлён сложнейший в музыкальном и сценическом отношении проект «Свадебка» (И. Стравинский), ставший «лебединой песнью» Дмитрия Покровского. Представления «Свадебки» состоялись на престижных площадках России и других стран. С 1996 года ансамблем было представлено зрителям множество номеров и театрализованных программ, с успехом идущих на российской и зарубежной сцене: «Улари-удила», «Игрища» (на музыку В. Николаева), «Море» (на музыку И. Юсуповой), «Небылицы в лицах», «Торжествуй, Россия!» (музыка эпохи Петра I), «Лики любви русской деревни», «Солдатский реквием» (муз. В. Дашкевича), «Человек живёт, как трава растет» и другие. Продолжая творческую линию своего создателя, Ансамбль воплощает на сцене сложную и редко исполняемую авторскую музыку, включая произведения таких композиторов, как Бела Барток, К. Штокхаузен. К своему 40-летию в сезон 2012—2013 годов ансамбль представил серию премьер на сцене Московского Дома музыки, в числе которых «Романс в письмах» (посвящена победе 1812 года), «Парасказки» (на темы фольклорных сказок и сказок А. Пушкина), «Слово о полку Игореве» (произведение написанно композитором А. Шелыгиным специально для Ансамбля Покровского). В 2016—2017 годах Ансамбль выпустил две премьеры: «В песнях вспомним о вас» (музыка времен Первой мировой войны) и «Ветер революции» (к 100-летию событий 1917 года в России). В 2021 году состоялась премьера программы «Дороги победы», посвященной Великой Отечественной войне. Ансамбль много гастролирует и постоянно расширяет географию российских городов и стран, в которых работает. Он показывает свои программы традиционной и авторской музыки в лучших концертных залах мира (Берлинская, Кёльнская, Токийская, Лос-Анджелесская Филармонии, Симфони-Холл Сан-Франциско, Бенаройя-Холл Сиэтл, Бирмингемский Симфони-Холл, Лондонский Барбикан, Брукнерхаус, штаб-квартира ЮНЕСКО в Париже, Зал им. Чайковского, Московский Международный Дом Музыки, Санкт-Петербургская Капелла, Смольный собор и др). В декабре 2020 года «Слово о полку Игореве» было исполнено Ансамблем совместно с Казанским государственным камерным оркестром «La Primavera» (дирижер Рустем Абязов) в новой редакции.
Ансамбль продолжает исследовательско-экспедиционную деятельность. За последние годы проведены фольклорные экспедиции на русский Север, в Усть-Цильму (республика Коми), в Забайкалье, на Дон и в Низовья Волги, в центральные области России. Артисты побывали на Западной Украине, в Вологодской, Ростовской, Саратовской, Ульяновской, Архангельской, Пензенской, Волгоградской, Рязанской, Тамбовской, Читинской и Орловской областях, Краснодарском крае. Проведена оцифровка и систематизация огромного экспедиционного архива ансамбля.
Ансамбль Покровского продолжает выпускать диски: «Mother Russia», «Неблизко от города недалеко» и др.
Ансамбль продолжает работать в театре и кино. Так, артисты ансамбля заняты в спектаклях Юрия Любимова «Марат и Маркиз де Сад»(1998),"Евгений Онегин"(2000). Заметным стало участие пятерых солистов в его спектакле 2006 года по трагедии Софокла «Антигона». Музыка ансамбля использована в спектакле режиссёра К. Гинкаса «Записки из подполья» на сцене Московского ТЮЗа. Артистов ансамбля задействовали также режиссёры Валерий Фокин («Старосветская любовь»(2000), «Татьяна Репина» (спектакль ТЮЗа и Авиньонского фестиваля(1997 год), Александр Пономарёв («Настоящее»(1986), «Шаман и Снегурочка»(1999), «Победа над солнцем»(1997 — «Золотая Маска» в номинации «Новация»), В. Мирзоев («Семеро святых из деревни Брюхо»(2003)), «На всякого мудреца довольно простоты»(2012), «Квадратные круги» (Тони Харрисон — английский поэт, драматург и режиссёр), А. Смирнов (спектакль парижского театра Комеди Франсез «Месяц в деревне»), М. Левитин (спектакль «Цари» в театре «Эрмитаж») и другие. В музыке к спектаклю Омского Драматического театра «Брат Чичиков» по пьесе Н. Садур (музыка М. Шмотовой), номинированного на премию фестиваля «Золотая маска», большая роль отведена Ансамблю Покровского. Ансамбль также записал музыку и к другим театральным работам М. Шмотовой: спектакли «Тварь» Русского Театра Драмы (г. Уфа), «Журавлиные перья», «Три сестры», «Любовь-книга златая» Областного Московского Камерного Драматического театра, «Король-Дроздобород» Московского театра Мимики и Жеста. В 2023-2025 годах артисты Ансамбля приняли участие в постановке этно-оперы И.Матвиенко «Князь Владимир» (премьера 5 февраля 2025 года в Государственном Кремлевском дворце).
Артисты ансамбля выступают в роли музыкальных консультантов и ведут музыкально-пластические тренинги в различных театрах.
Сравнительно недавние фильмы, в которых задействован ансамбль или его отдельные участники — «Му-му» (реж. Ю Грымов), «Борис Годунов» (реж. В. Мирзоев), «Жила-была одна баба» (реж. А. Смирнов),"Раскол" (реж. Н. Досталь), «Китайская бабушка» (реж. В. Тумаев), телесериал «Две зимы и три лета» (2014), «Жизнь. Осень» (реж. С. Лозница и М. Магамбетов), «Дороги» (реж. М Магамбетов), телефильм «Играем Покровского» (эфир 3.03.2011 на канале «Культура») и др.
Ансамбль участвовал в ряде музыкальных программ на федеральных теле и радиоканалах, его руководители и артисты входят в жюри конкурсов

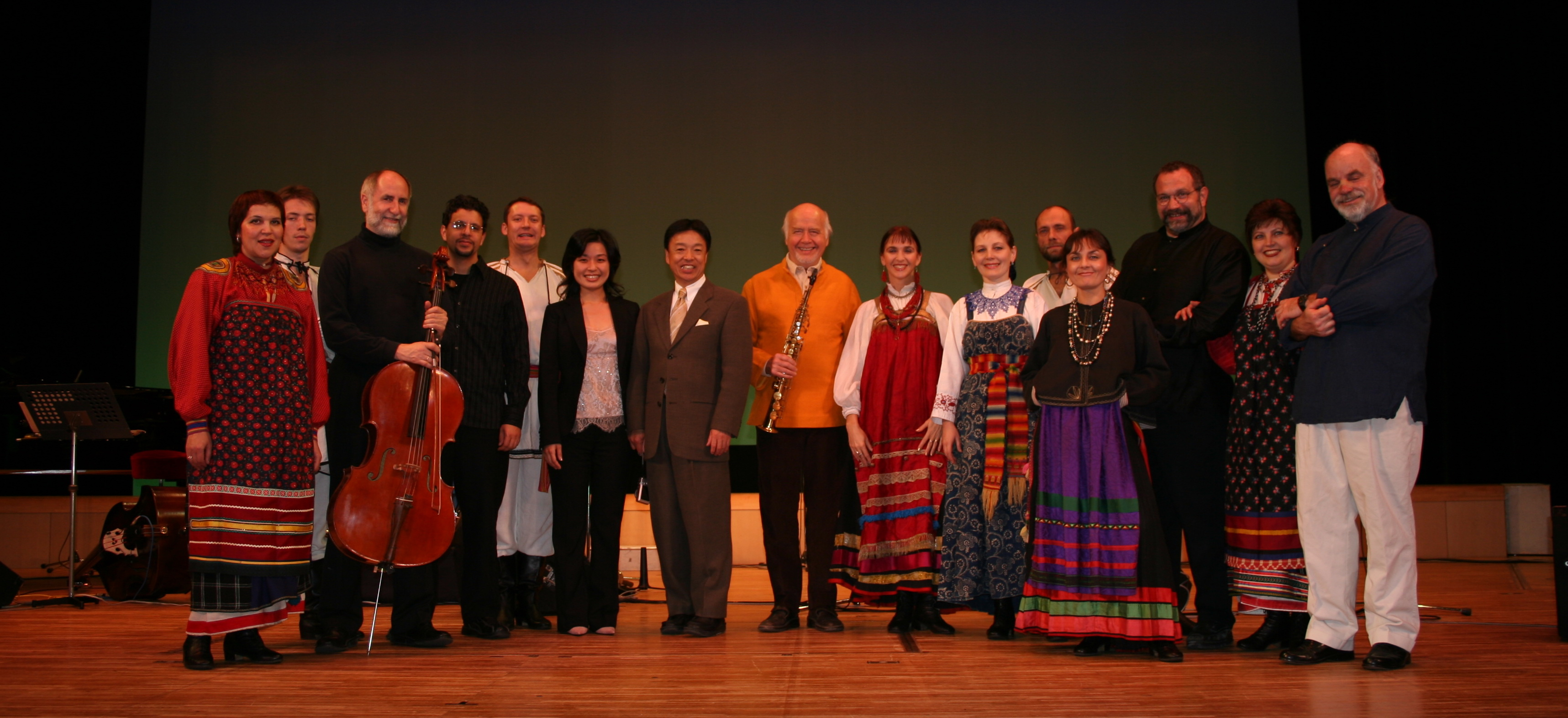
«Earthbeat» с Полом Уинтером в Японии, 2005 год

После ухода Ю. П. Любимова из театра на Таганке летом 2011 года новое руководство театра упразднило свою музыкальную мастерскую. Таким образом Ансамбль Покровского перестал быть организационно связан с этим театром. С 2012 года Ансамбль входит в состав Москонцерта
Сейчас в Ансамбле работает новое поколение артистов, большинство которых не застало Дмитрия Покровского при жизни.
В 2018 году Ансамбль стал лауреатом «Общественной премии Юрия Любимова» «за профессионализм, преданность своему делу и выражение гражданской позиции»

В 2023 году Ансамбль Дмитрия Покровского серией концертов отметил свое 50-летие. Юбилейный концерт «От фольклора до авангарда» прошел 15 февраля 2023 в Московской Консерватории

Юбилейный концерт «От фольклора до авангарда» 15.02.2023

"Ночные пляски" на сцене Московского Дома композиторов

 К своему юбилею Ансамбль показал также премьеру музыкальной фантазии на тему сказок Ф. Сологуба "Ночные пляски". 

Полный список артистов, в разные годы работавших в Ансамбле, см. на официальном сайте коллектива.

### Вертеп в Ансамбле Дмитрия Покровского

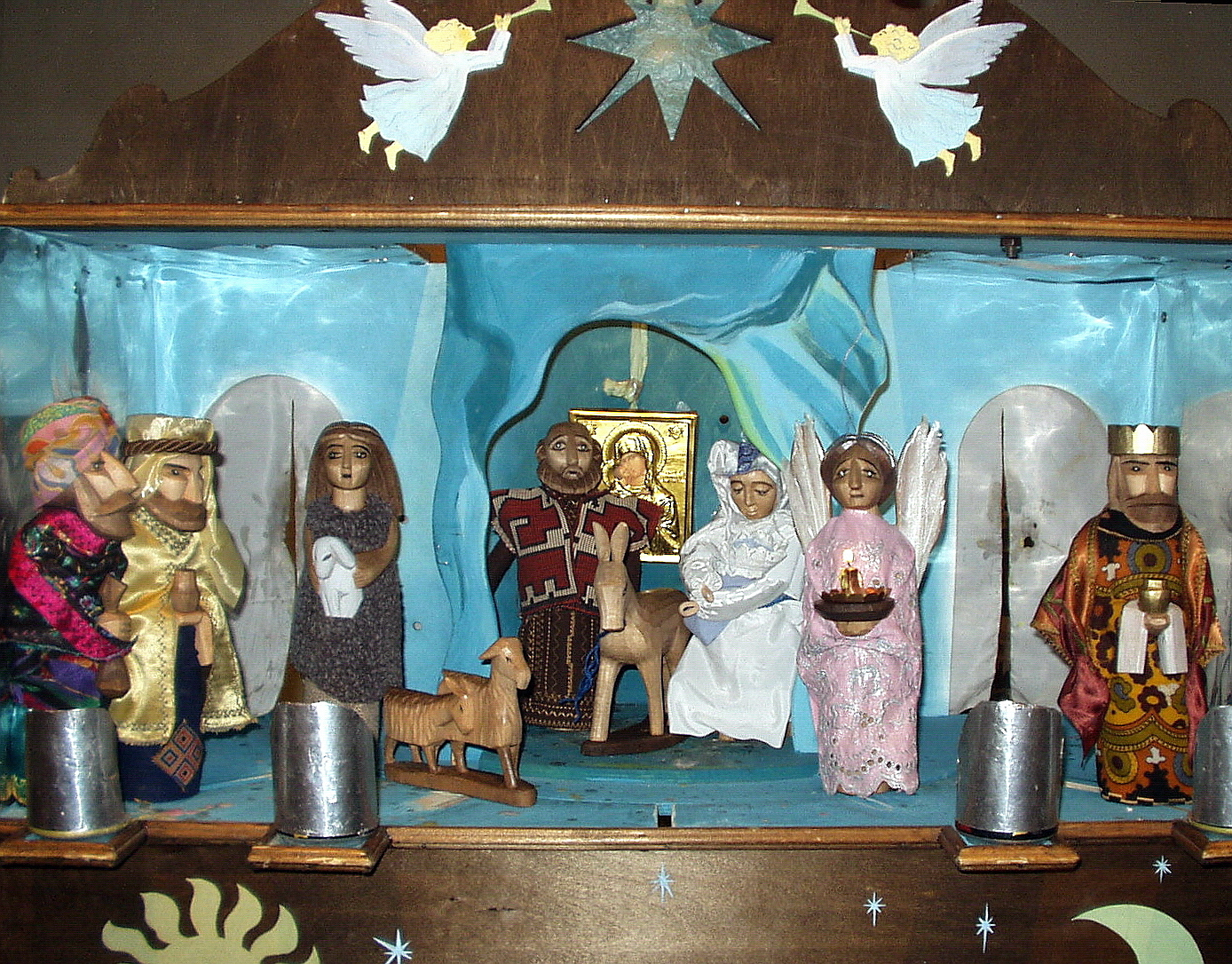
Вертеп Ансамбля, верхний этаж (худ. А. Петров, Д. Хомов, О. Юкечева)

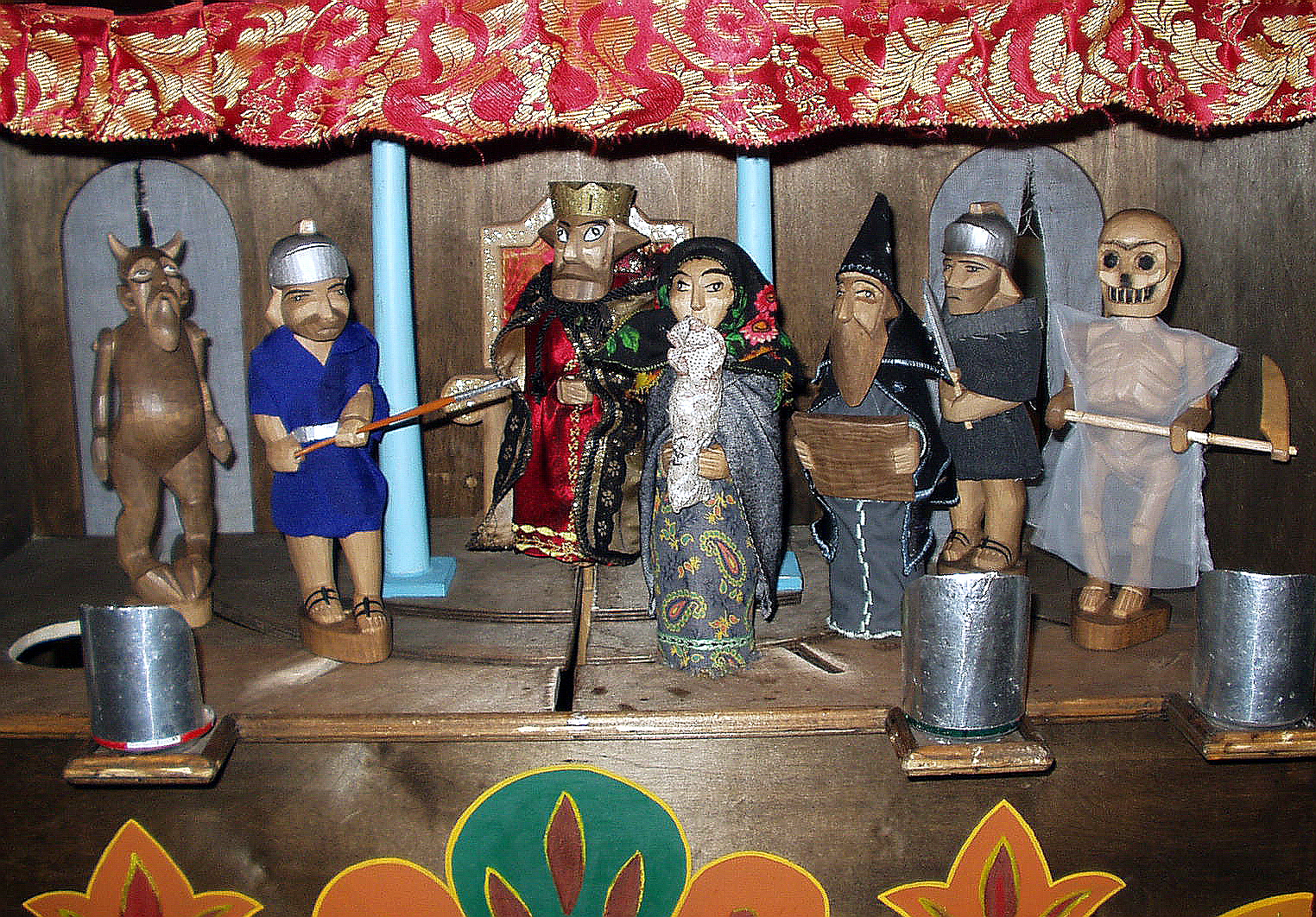
Вертеп Ансамбля, нижний этаж (худ. А. Петров, Д. Хомов, О. Юкечева)

В конце 70х годов ансамбль Дмитрия Покровского во главе со своим руководителем задумал реконструировать вертепное представление для программы «Русский народный театр». Д. Покровский обратился за содействием к исследователю театра кукол, режиссёру, фотографу Виктору Новацкому, который изучил музейные вертепные экспонаты, пытаясь понять и оживить кукольную жизнь. Им была проделана сложнейшая текстологическая работа: по крохам собрано все, что было опубликовано в начале 20 в., добавлены фрагменты из неопубликованных вертепных текстов, предоставленных сотрудником кафедры фольклора МГУ Э. Померанцевой. Были найдены описания вертепных представлений, на которые опирались в своей работе Д. Покровский и его артисты. Очень помогла и экспедиционная работа Ансамбля.
Премьера вертепа Ансамбля состоялась в 1980 году в Знаменском соборе на Варварке в программе духовной музыки. Автором первого комплекта кукол и ящика стал известный художник-кукольник Сергей Тараканов. Ансамбль включил вертеп в программу «Русские святки», которую ежегодно представляет зрителям в рождественские дни. Сейчас используются два комплекта вертепных кукол: первый выполнен художником Евгением Масоловым в 1999 году (ящик — художник Даниил Хомов), а второй — художником Александром Петровым (Абрамцевское художественно-промышленное училище) в 2007 году (одежда кукол — О. Юкечева). Вертеп Е. Масолова был сделан для культурной программы в честь 2000-летия христианства в Святой Земле (Вифлеем), в которой участвовал Ансамбль.

## Дискография
- 1978 год — Русское народное многоголосье. Мелодия, СССР
- 1983 год — Кругозор.
- 1988 год — Елена Камбурова. «…Да осенит тишина». Мелодия, СССР
- 1987 год — Earthbeat Paul Winter Living Music, USA / 1989 — «Пульс Земли». Мелодия, СССР
- 1988 год — Wolf Eyes (рус. Волчьи глаза) Paul Winter. Living Music, США
- 1989\1991 — Faces of Russia (рус. Лица России). Trikont Label, США
- 1990 год — Holy Evening (рус. Святой вечер). Bally Bally Rec (кассета), США
- 1991 год — Earth (Voices of a Planet)Paul Winter. Living Music, США
- 1991 год — The Wild Field (рус. Дикое поле). Realworld, США
- 1992 год — Участие в альбоме Питера Гэбриэла «Us», Us Realworld, США
- 1994 год — Les Noces («Свадебка») И. Стравинский. Electra Nonesuch, США
- 1994 год — Solstice Paul Winter Live Living Music, США
- 1999 год — Night in Galicia (рус. Ночь в Галиции) В. Мартынов. Erdenklang musikverlag, CCn’C, Германия
- 2000 год — Best before 02.2000 Батагов Антон* (Длинные руки, Long Arms Rec, Россия)
- 2001 год — Mother Russia. Fivepro Records (переиздан в 2014 году)
- 2001 год — Voices of Frozen Land (рус. Голоса замёрзшей земли) А. Раскатов. NBE LIVE, Netherlands
- 2005 год — From to beginning up to the end (рус. С Начала и до Конца. А. Батагов (Long Arms Rec, Россия)
- 2005 год — Silver Solstice Paul Winter Consort & Friends Earth Music Production, LLC, США
- 2008 год — Неблизко от города недалёко… (англ. Nor close to town nor far). Россия
- 2008—2009 год — Russian Chorus Music:Pokrovsky Ensemble (The world roots music library). King Record Co.Ltd. Japan. Япония. KICW-85065
- 2010 (запись)-2014 год — Курские песни («Курские песни» Георгия Свиридова и старинные песни Курской губернии) (англ. Kursky Songs). Россия
- 2010 (запись)-2014 год — Виват Россия! (Песни петровских времен) (англ. Vivat Russia!). Россия
- 2016 год — Человек живёт — как трава растёт (духовная музыка) 2 CD (англ. Human Lives as Grass Grows). Россия
- 2016 год — Слово о полку Игореве (музыка Алексея Шелыгина) (англ. The Tale of Igor's Campaign). Россия[107][108]
- 2016 год — Русский альбом Ираиды Юсуповой, к двадцатилетию сотрудничества с Ансамблем Дмитрия Покровского (англ. Iraida Yusupova's Russian Album). Россия
- 2020 год — В песнях вспомним о вас (2 CD, запись 2017 года, песни Первой мировой войны) (англ. Remeber You in Songs). Россия
- 2020 год — И битвы пламя, и любви (2 CD, запись 2017 года, песни Отечественной войны 1812 года) (англ. The Flame of Battle and Love). Россия

## Театр (избранные спектакли)
- «Правда хорошо, а счастье-лучше», «Печка на колесе», «Похороны в Калифорнии» (С. Юрский, Театр имени Моссовета)
- «Повелитель мух» (Л. Додин, Малый драматический театр (Санкт-Петербург))
- «Епифанские шлюзы» (М. Левитин, радиоспектакль)
- «Борис Годунов» (Ю. Любимов, Театр на Таганке)
- «Записки из подполья» (К. Гинкас, Московский ТЮЗ)
- «Старосветская любовь» (В. Фокин, антреприза)
- «Настоящее», «Шаман и Снегурочка», «Победа над солнцем» (А. Пономарёв)
- «Семеро святых из деревни Брюхо» (В. Мирзоев)

## Фильмография
(не отражены документальные и анимационные работы)
- 1976 год — «Туфли с золотыми пряжками» (Г. Юнгвальд-Хилькевич)
- 1977 год — «Аленький цветочек» (И. Поволоцкая)
- 1977 год — «Морожены песни», анимационный (Л. Носырев)
- 1978 год — «Отец Сергий» (И. Таланкин)
- 1978 год — «Емельян Пугачёв» (А. Салтыков)
- 1978 год — «Целуются зори» (С. Никоненко)
- 1980 год — «Никудышная» (Д. Асанова)
- 1981 год — «Родня» (Н. Михалков)
- 1981 год — «Прощание» (Л. Шепитько — Э. Климов)
- 1981 год — «Отпуск за свой счёт» (В. Титов)
- 1981 год — «Ярослав Мудрый» (Г. Кохан)
- 1982 год — «Берегите мужчин!» (А. Серый)
- 1982 год — «Мужики!» (И. Бабич)
- 1982 год — «Транзит» (В. Фокин)
- 1983 год — «Семён Дежнёв» (Н. Гусаров)
- 1984 год — «Мёртвые души» (М. Швейцер)
- 1985 год — «Вишнёвый омут» (С. Головня)
- 1987 год — «Крейцерова соната» (М. Швейцер)
- 1987 год — «Жизнь Клима Самгина» (В. Титов)
- 1998 год — «Му-му» (Ю. Грымов)
- 2009 год — «Китайская бабушка» (В. Тумаев)
- 2011 год — «Жила-была одна баба» (А. Смирнов)
- 2011 год — «Раскол» (Н. Досталь)